# 防暴
防暴，又稱為鎮暴，是指人群管制、鎮壓以至驅散騷亂以至暴動人群，或者經由警察警告而不離開者，以防範暴力事件的發生，維持社會秩序回復。在集權國家，時被視為維持暴政的獨裁統治之手段。傳統上由執法機構，例如警察等負責，緊急狀態下會派出軍隊（一般為憲兵及武警等）及其他單位協助。為了達至最少傷亡或減低成本付出，上述單位通常會採用特殊的戰術及陣型以應付；同時，裝備了軟性的特殊武器以避免增加傷亡，要求最低的傷害。但如果防制效果無效或失敗，可能造成更大規模衝突及屠殺。

## 防暴警察之個人防護裝備
鎮暴部隊的成員通常裝備必要的護具，以因應推擠及其他的裝備：
- 輕型鎮暴套裝：此套裝與重型鎮暴裝備有所不同，此設計為比較好活動之裝備，手臂防護組、身體防護衣、腿部防護組互相連結扣結合，缺點是有多方空隙、只有防護組部分有防火功效、但空洞部分無防火效果。又分為以下裝備。
  - 手臂防護組：一組有兩個，防禦區域從手臂到手腕部分
  - 身體防護衣：防禦背部與胸部之衣服。
  - 腿部防護組：一組有兩個，防禦區域是腳部至腳踝關節部分。
- 重型鎮暴套裝：重裝鎮暴人員配備，分為上衣和下褲，衣服材料有防火之功能，衣服裡有吸收攻擊的塑膠和泡棉，設計上密不通風，無任何空隙，密不透風的設計也包括頸部，但活動有些限制。
- 防暴盾：抵抗外來物體、人員推擠等防衛性裝備，防護面積比圓盾大，通常為第一列之鎮暴人員使用，除防禦外也可攻擊使用，形狀大多為方型。又分為兩種：
  - 重型方盾：鎮暴人員使用，抵擋物品、推擠、任何攻擊等，保護範圍較大（上下長度約158公分），但因體積大，須雙手使用，而無法同時使用短棍武器
  - 輕型方盾：鎮暴人員使用，抵擋物品、推擠、任何攻擊等，保護範圍比圓形盾牌佳，但可以同時使用短棍武器。
  - 圓盾：鎮暴人員攜帶，為輕型防禦盾牌，能夠在進行逮捕時提供防護。
  - 電盾：輕型防禦盾牌，並帶有攻擊性，盾牌上面有鐵條做導體，碰到者有痛覺，此物品電源來自電池。
- 頭盔：鎮暴人員裝備之頭盔，防護面罩開啟方法與一般安全帽不同，為防止攻擊，有設計兩段式開啟法。
- 防護手套：重裝鎮暴人員配備，抵擋防禦外來攻擊手部多數關節的裝備。
- 警用軍靴：鎮暴人員穿著之鞋，多為軍用之大頭皮鞋材質，防止遭現場設置的暗器與雜物刺傷或絆倒。
- 防毒面具：預備使用胡椒噴霧、催淚瓦斯等物品時，裝備後可防止任務人員吸入，也是預防示威者使用類似氣體。

## 輔助之攻擊和逮捕裝備
為了有效阻止暴力規模擴大，防暴警察一般會使用下列警械，當中除小口徑實彈及橡膠子彈外，均為非致命性武器：

### 鎮暴棍
- 警棍：近距離防暴專用。分為短棍（分為木棍、橡膠棍、鐵製伸縮警棍）和長棍，短棍通常是逮捕和打擊之用，配合圓盾或小型方盾，而長棍通常以進攻與阻止抵擋專用，須雙手使用。致命性視乎擊打位置而有所變化，若直接擊打頭部等要害位置，可能造成嚴重傷害甚至致命。
- 拐棍：近距離防暴專用。通常雙持使用。

### 鎮暴噴劑
- 水喉或消防喉：向示威者噴灑發癢效果的水以作驅散，但威力不及水炮車。
- 水炮車（噴水車）：車體設計有如消防車，裝載大量水，且可以控制水柱方向和水柱強度，威力可以比水喉大很多。水車噴嘴稱為瞄子，又分為短筒瞄子和長柱形瞄子，後者因瞄子而讓水柱較強，並有能力噴出持續跟間歇水柱，亦可選擇強力水柱或噴水霧，利用水柱的水壓來擊退示威者，於世界各地的鎮暴行動中很常見。非致命性，但若集中直射頭部，可導致失明及顱骨骨裂，更甚者可因不能抵抗強大的水壓致昏迷。不當使用或導致死亡。
- 胡椒噴霧或噴劑：近年新興的防暴裝備。近距離、室內閉密鎮暴專用，刺激性物質裝載罐中，按押式噴灑。非致命性，是各種防暴裝備中的最低武力，但被噴中旳示威者會有過敏反應，如噴中眼睛更必須即時用水清洗。
- 催淚氣體（或稱催淚煙、催淚瓦斯）：原軍用，後來為戶外防暴專用，由催淚性毒氣製成，引發的過敏反應比胡椒噴霧更強烈，令示威者的呼吸道嚴重不適，眼淚直流，失去正常活動能力。不可用於室內，否則會無法散去，麻醉性藥物會令示威者窒息死亡。殘留物或污染環境。
- 催淚噴霧或催淚水劑：近距離鎮暴專用，類似胡椒噴霧按押式噴灑，但裝載於罐中的不是一般刺激物，而是催淚性毒劑，範圍很小所以不會有擴散問題。亦是近年新興的警械。類似催淚氣體，不過使用的催淚劑是液體，以水槍噴灑。與催淚煙不同的是揮發性較強，可於室內使用而不會令人窒息，因此較適合室內的防暴工作。若用於室內，被噴中的示威者猶如吸入催淚氣體；若用於戶外，效用會不及催淚彈，被噴中的人會呈現介乎胡椒噴霧與催淚氣體之間的過敏反應。

### 鎮暴槍械
- 胡椒球彈 ：低殺傷力子彈，擊中後會彈出胡椒噴霧，可致瘀傷及紅腫，目前已知香港特別戰術小隊使用[1]。擊中眼部或致盲，擊中頭部亦有機會致死。
- 布袋彈：低殺傷力子彈，可是能造成痛楚及範圍瘀傷。需以較大口徑之散彈槍發射。擊中眼部或致盲，擊中頭部亦有機會致死
- 漆彈：中威力子彈，會大面積淤傷，能達到強烈痛楚的嚇止效果，也能用辨識目標。
- 橡膠子彈：可讓人產生劇烈痛楚的子彈，射程也最長，殺傷力雖比實彈低，但若射中要害，較小的口徑集中打擊足以致命。常以長槍射，在世界各國鎮暴時，經常性使用。散彈槍（例如雷明登870泵動式霰彈槍）及自動步槍（例如AR-15自動步槍）均是常見的鎮暴長槍，當中較大口徑的散彈槍亦可發射煙霧彈或催淚彈，射程比手擲更遠。
- 催淚彈：戶外防暴專用，不可用於室內，否則會成為致命武器。與煙霧彈類似，但燃放的是催淚氣體，並使其大範圍擴散。分為爆炸式及燃燒式，前者傷害較大，後者安全性較高。與煙霧彈同樣可以手擲，或用榴彈發射器（法德魯防暴槍）、較大口徑之散彈槍發射。
- 煙霧彈：一種殺傷力低的榴彈，燃放濃煙以遮蔽視線。可以手擲應付較接近的示威者，亦可用榴彈發射器或較大口徑之散彈槍發射至較遠位置。
- 閃光彈：輕型非致命性武器，以強光阻礙目標視力功能。
- 實彈：致命武器，通常是警用手槍，衝鋒槍，散彈槍或自動步槍，除非情況極度惡劣、徹底失控，否則不會使用。
- 木彈:因殺傷力較大，多地警察現已棄用

### 其他鎮暴武器
- 微波砲
- 長距離揚聲裝置（或稱「音波炮」）：為聲波武器的一種，能夠發出比較一般揚聲器長距離，而且可以具有傷害性的大音量聲波（超過150分貝[2]），被執法機構用於向群眾廣播警告，以至作為防暴用途。由於可發出極高分貝聲波，近距離使用可導致失聰[3]。

### 逮捕及警示工具
- 手銬：拘捕疑犯之警用物品，用於強烈反抗的示威者。
- 膠索帶：逮捕疑犯之警用物品，用於輕微反抗的示威者。
- 哨子、揚聲器：用來警告或者指揮所用。後者亦用於宣佈示威者被正式拘捕。
- 警告旗：於使用武力或進行拘捕前由多個警察同時高舉的大型旗幟，向示威者作出預警，尤其於施放催淚氣體及開槍前。例如香港防暴警察之橙旗（速離 否則開槍）、黑旗（警告 催淚煙）及紫旗（違反《港區國安法》）。下圖為香港警察常用的警告旗樣式。

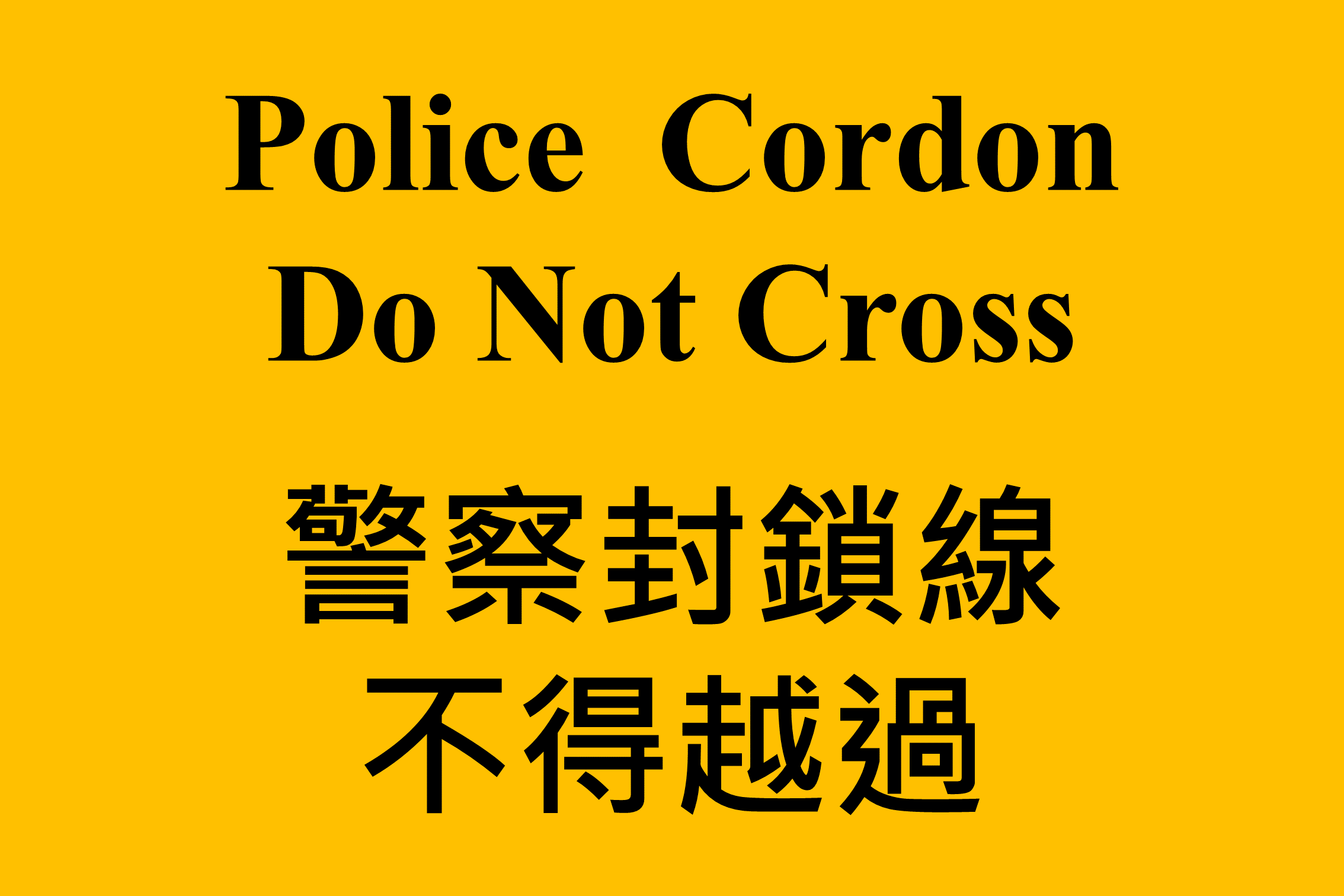
游行路线指引和封锁
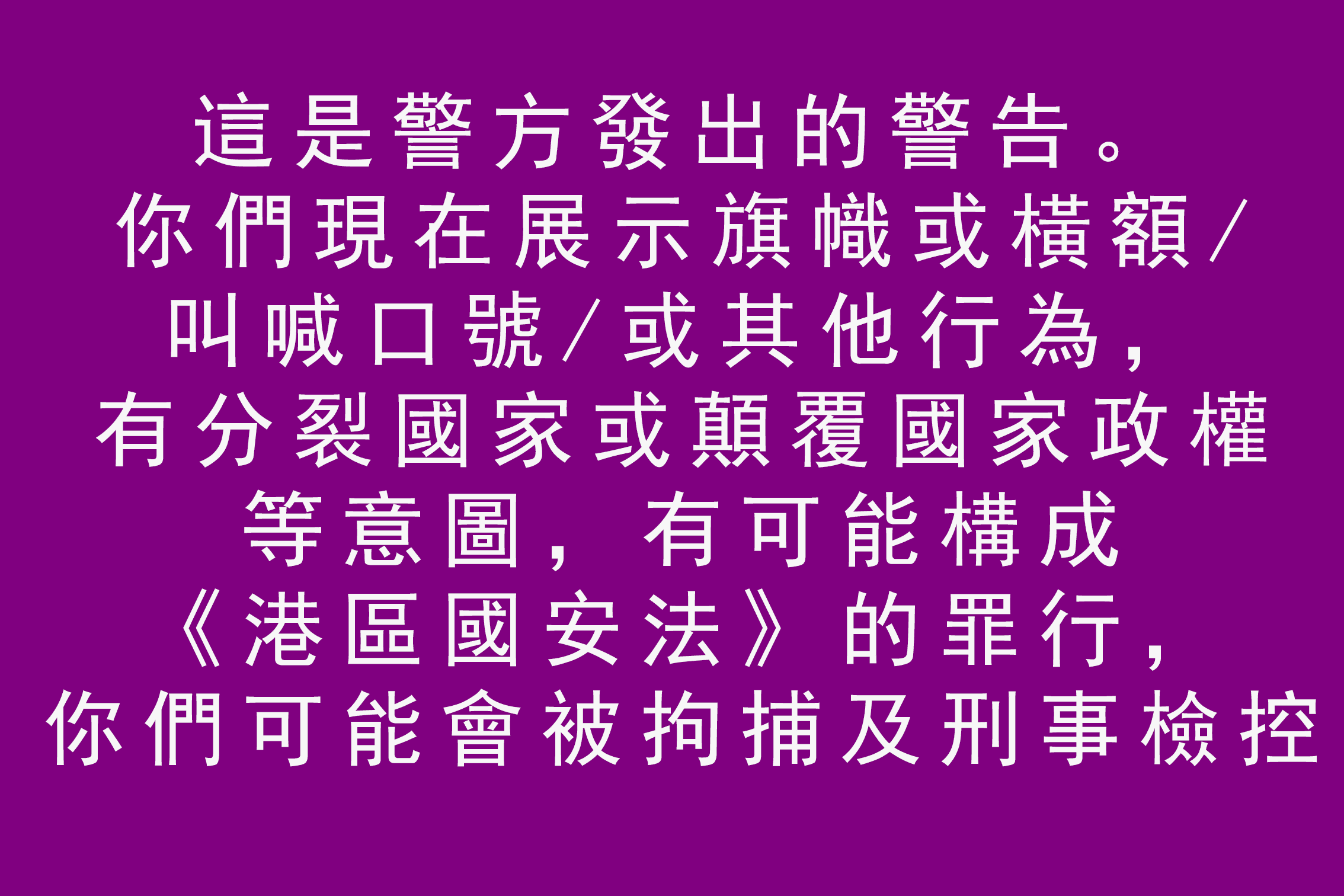
紫色旗[4]提醒示威者《國安法》
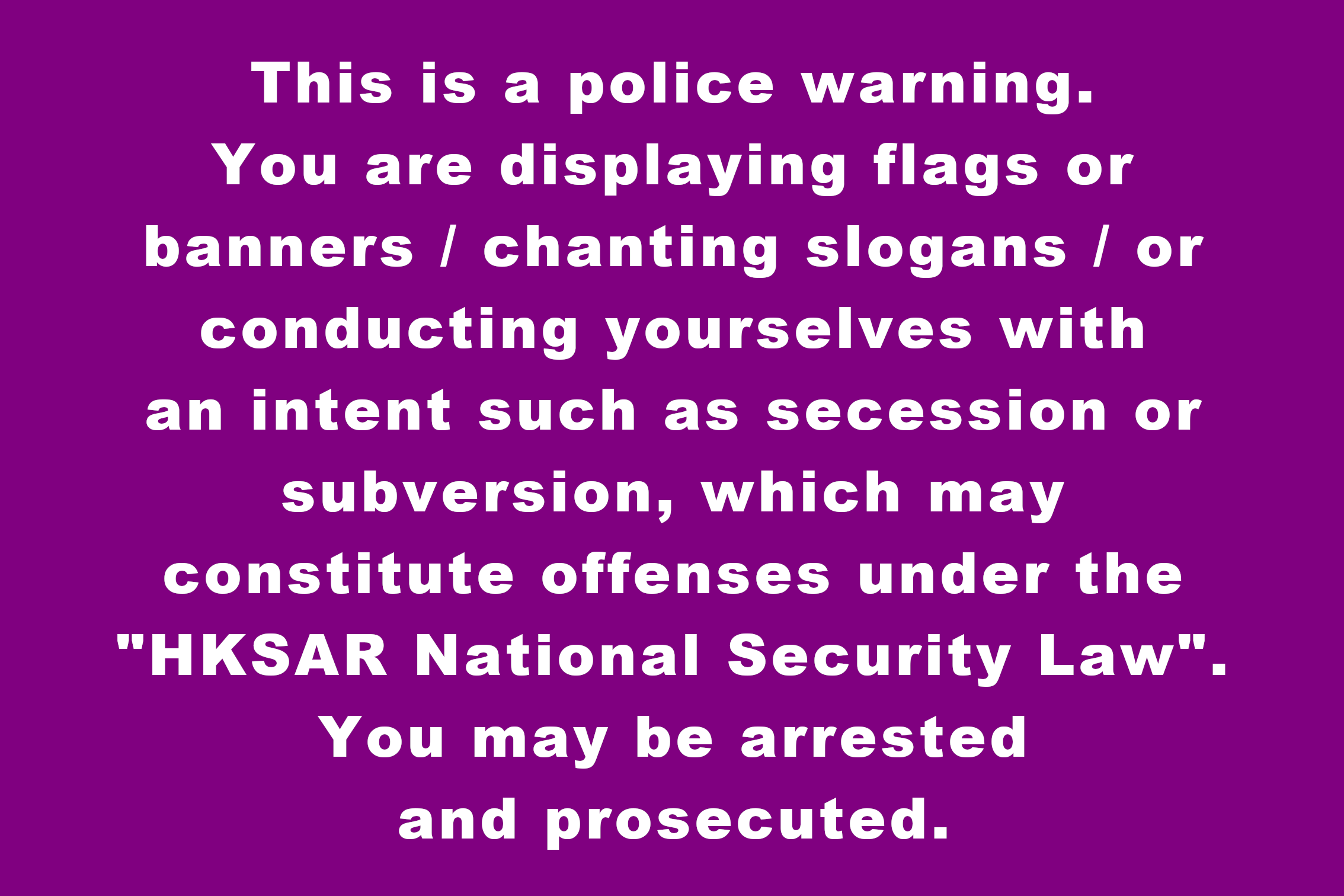
以英語提醒示威者《國安法》
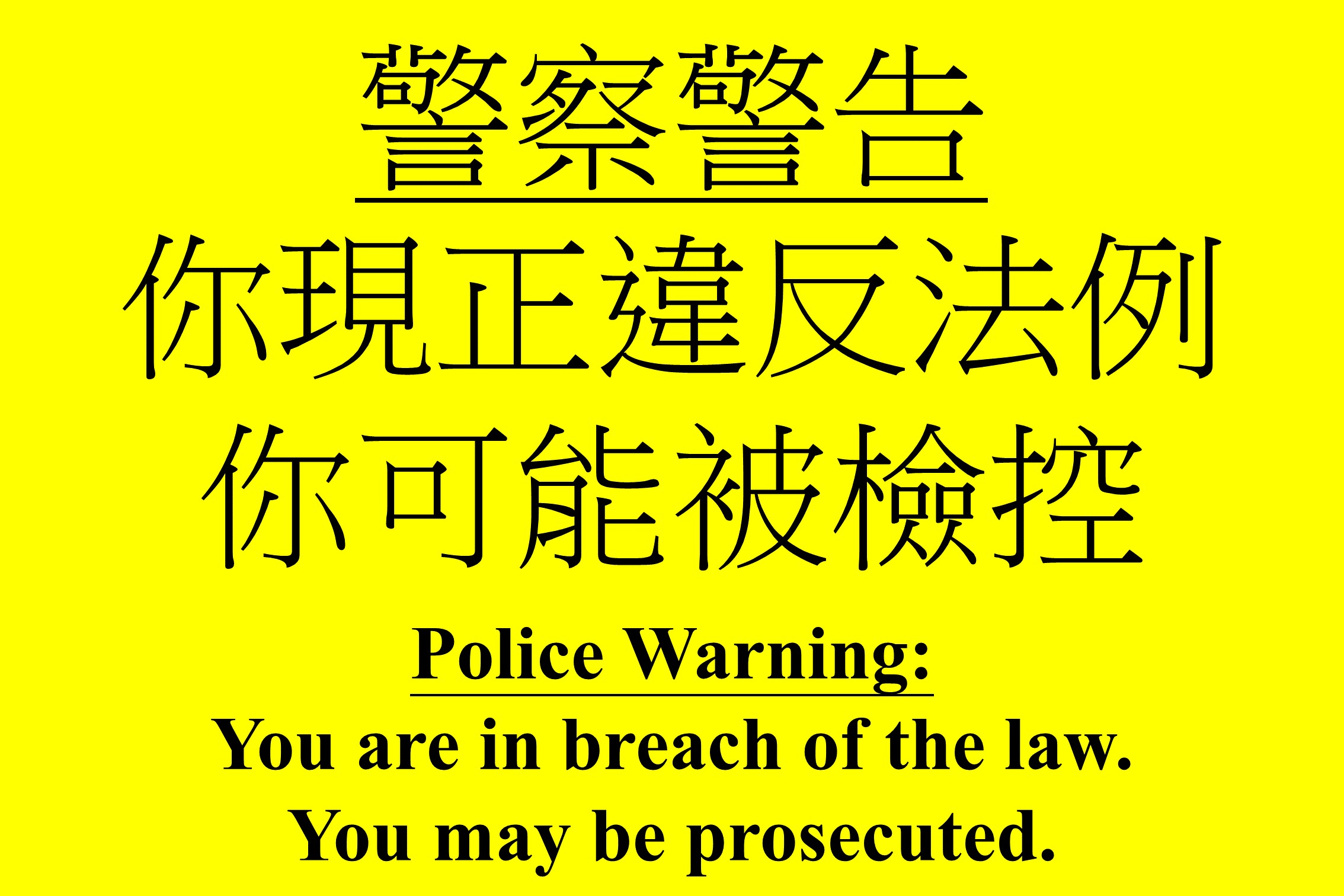
初级警告
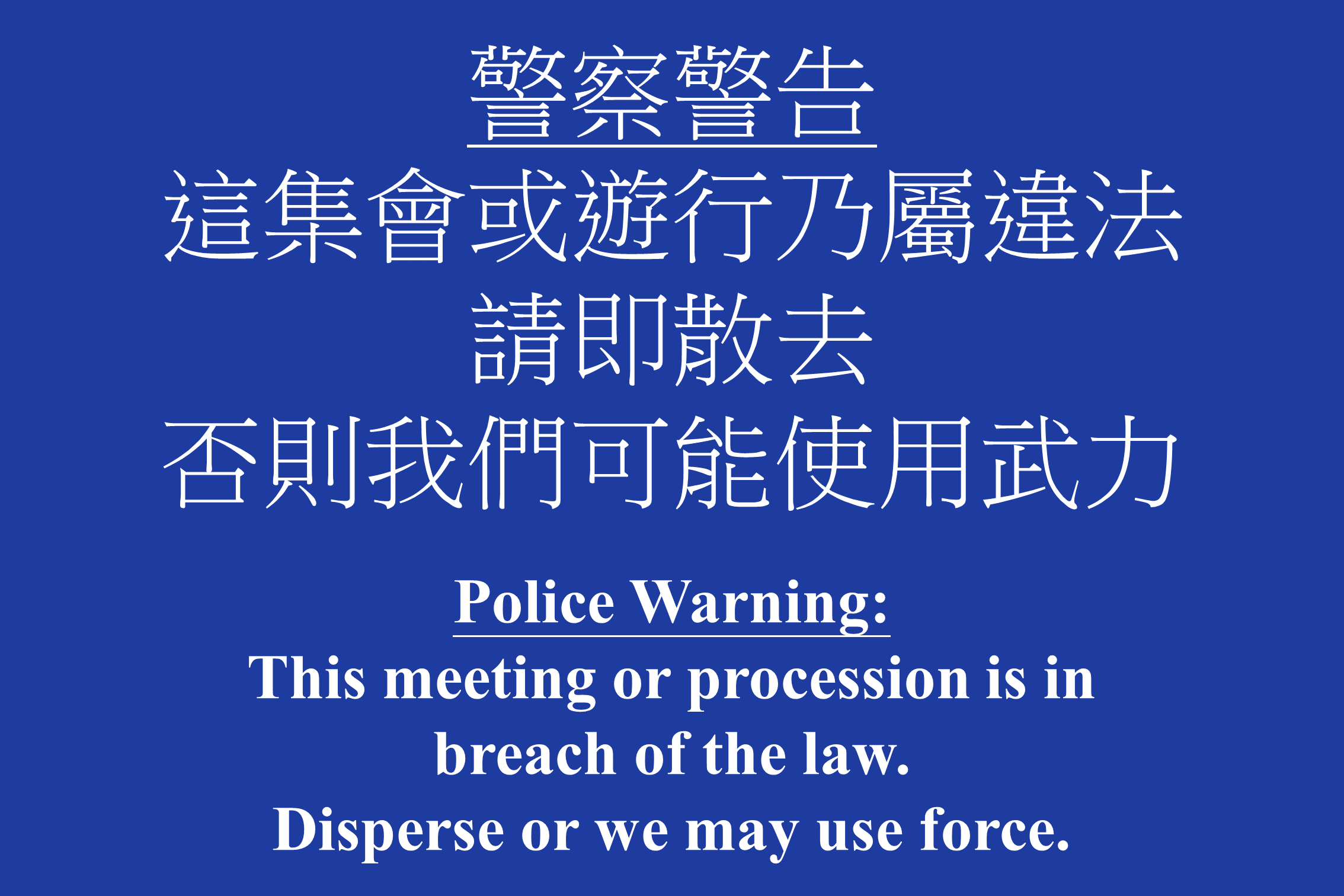
中级警告
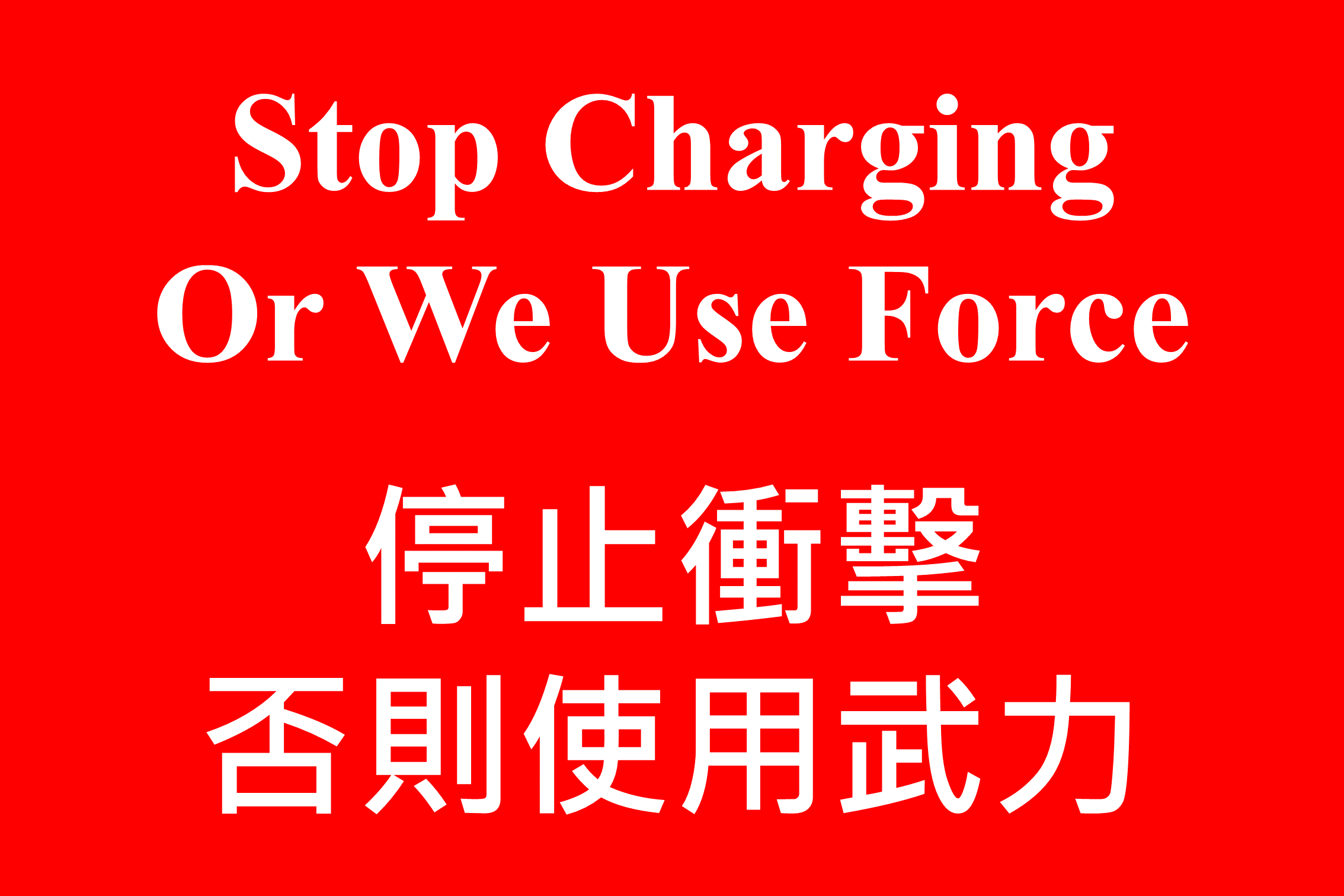
高级警告
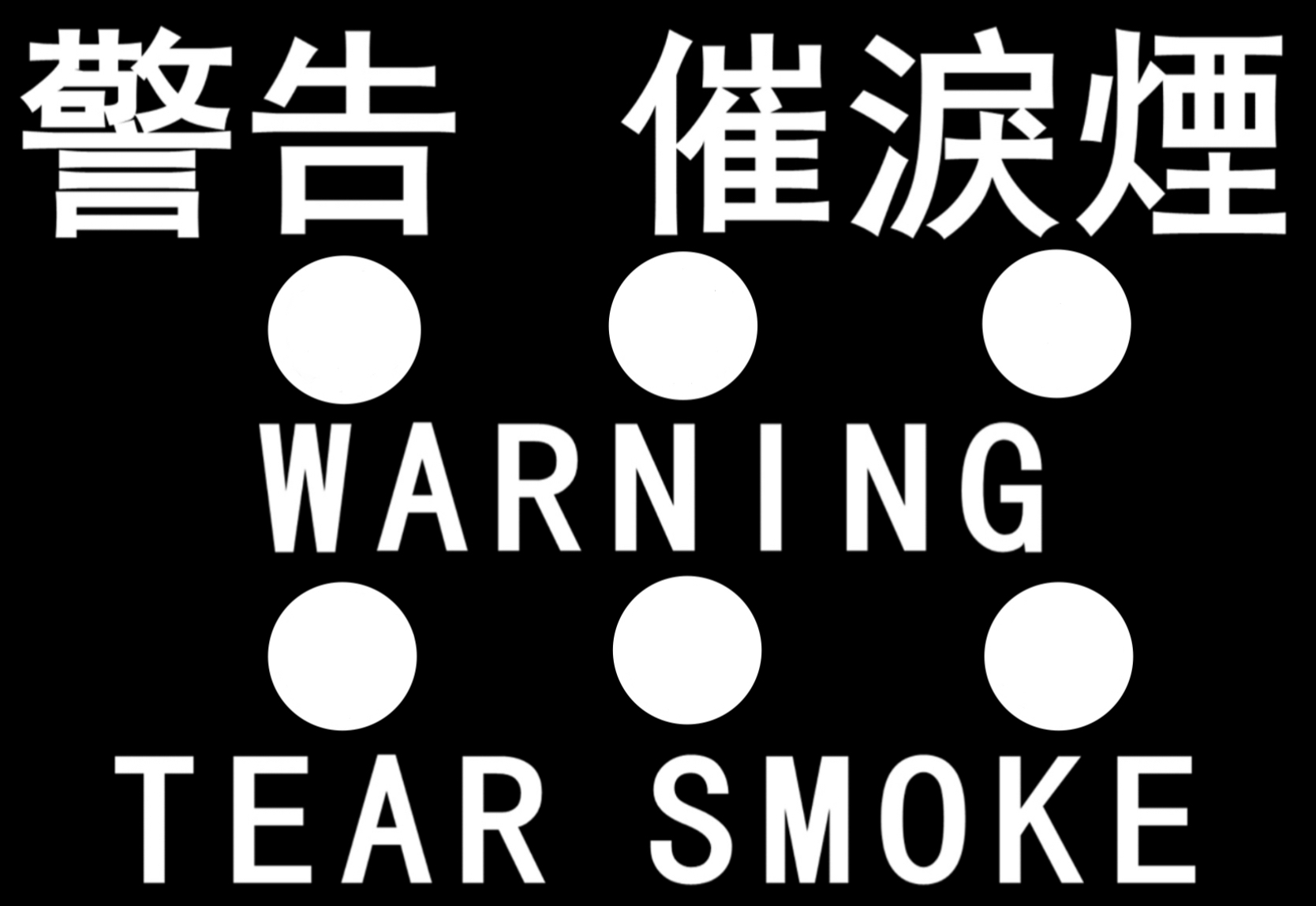
催泪弹发射警告
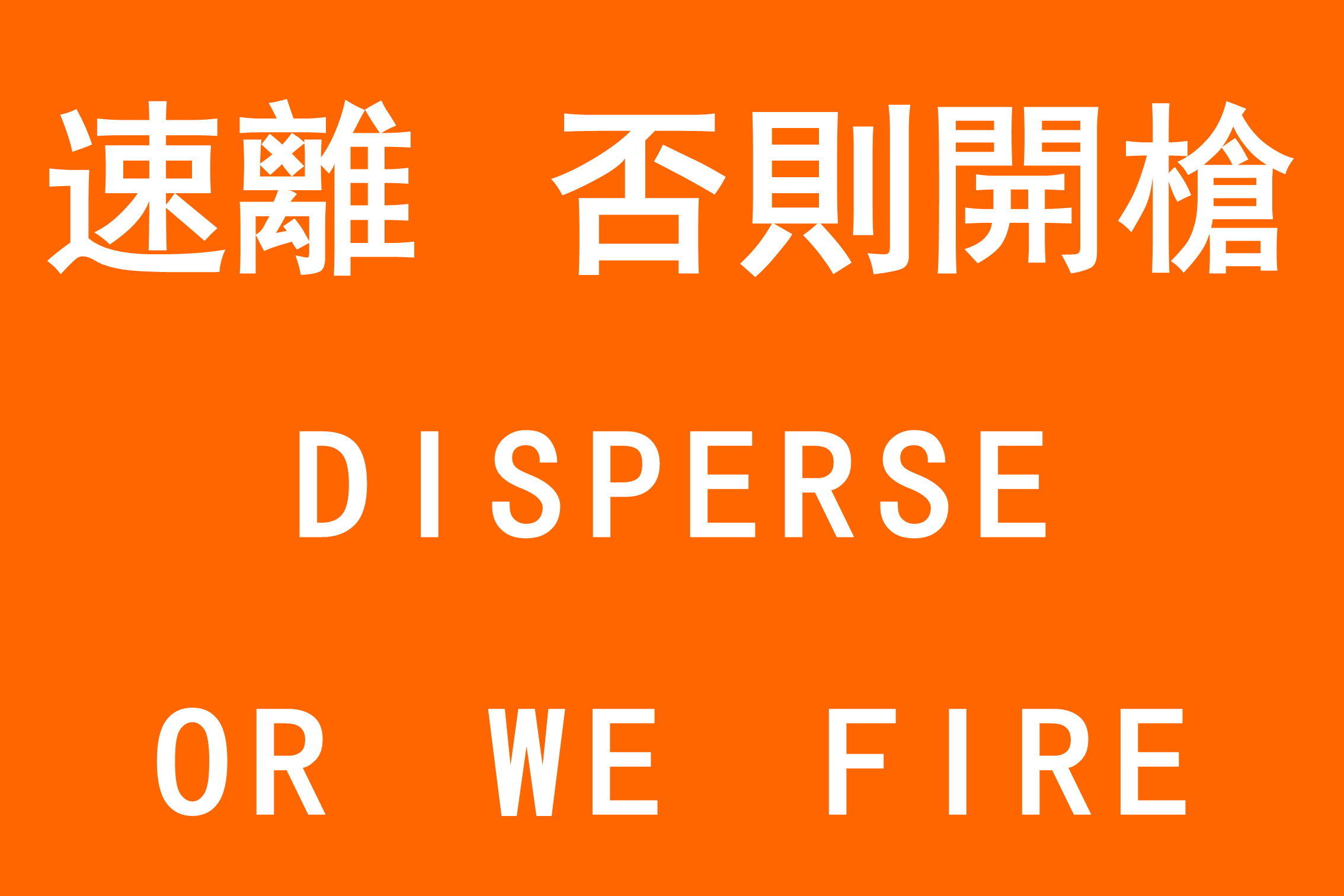
最高等級警告

## 阻隔之保護建築物道具
為了防止他人進入，保護其物品和房屋之器具：
- 拒馬：軍事基地大門所用之物品，也有用在鎮暴陣容當中，不讓他人進入。有鐵絲型與刀片型。
- 鐵馬護欄：作為路障之用，可互相扣連而形成多重鐵馬陣，阻止示威者進入。防禦能力較低，不能加裝鐵絲網或刀片，容易被示威者拆散及搶走，變成拋擲用攻擊性武器甚至成為阻擾警方的障礙。
- 水馬：作為路障使用，可互相扣連。當注滿水後，水馬的重量便會大增，難以推動。不注水則方便移動，但會失去防暴作用; 而且水馬大多以塑膠物質製造，容易被示威者以鐵製硬物打穿放水，這樣喪失水重力的水馬會立即喪失所有防暴阻擾作用。
- 蛇籠：不讓他人進入的一種物品，猶如蛇狀一圈一圈，線圈上有刺之形狀或刀片。亦有蛇籠裝載車，快速擺放、收縮，但不夠堅硬，示威者可穿著手套降低傷害或以鋼剪鉸斷鐵絲網，一般會加在鐵馬護欄或拒馬上方以加強防禦力。

## 軍隊執行防暴裝備
戒嚴時或情況危急，軍隊受命令之鎮暴裝備，除上述警察裝備外，無警察防暴裝備則配備以下用具：
- 頭盔：鎮暴人員裝備之頭盔，依各地不同分為兩種：軍用制式鋼盔、鎮暴專用頭盔。
- 方盾：鎮暴人員攜帶，抵抗外來物體、人員推擠等防衛性裝備，防護面積比圓盾大，通常為第一列之鎮暴人員使用。
- 防彈衣：軍隊制式裝備，一般用於戰爭時防護裝備，在鎮暴時也有防護的功效。
- 軍靴：鎮暴人員穿著之鞋，多為軍用之大頭皮鞋材質。
- 警棍：又分為短棍與長棍，短棍通常是逮捕之用，配合圓盾或小型方盾，而長棍通常以打擊專用，但不帶盾牌。
- 槍械：因情況危急且在雙方無法控制及失控狀況下，立即處理失控事件，如：步槍、機槍、散彈槍及衝鋒槍等。

## 陣形
利用陣形，讓其部隊更有效率，且達成任務目的。

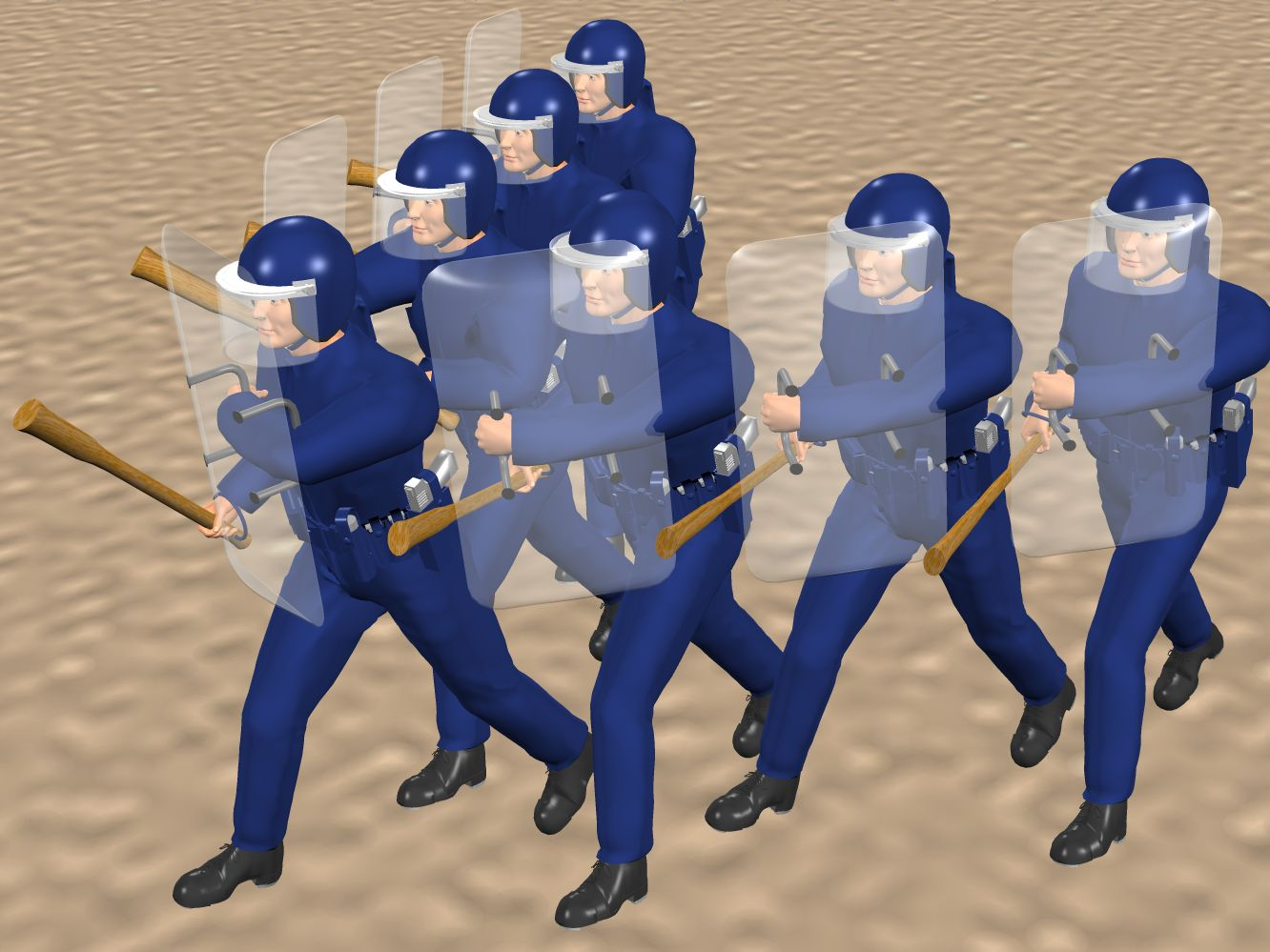
三角陣形兼稱契型陣，主要用作驅散示威群眾，但也可用作執法單位被包圍的防禦陣形

- 一字形：用來抵擋多人時的普通陣形，一排人牆為主要陣形，防禦力極佳，適用於多人對峙場面。
- 環形：用來執行逮捕時的陣形，以U字型為主要陣形，防禦力較低，適用多人犯罪時，執法單位夾擊。
- 左梯形、右梯形：可以依照地形實施左梯形或右梯形執行驅離，左梯形是部隊以45度角斜形推進，來散開群眾。
- 契型：可以依照地形實施執行驅離，也稱三角陣形，是以倒V字型，來分散群眾。
- 防護陣形：當有指揮車、噴水車時，為保護該車輛之安全，採取ㄇ字型，保護車輛安全。
- 防護第二陣形：當執法單位遭到包圍時，採取三角陣形，對外抵擋。

## 各國的鎮暴警察

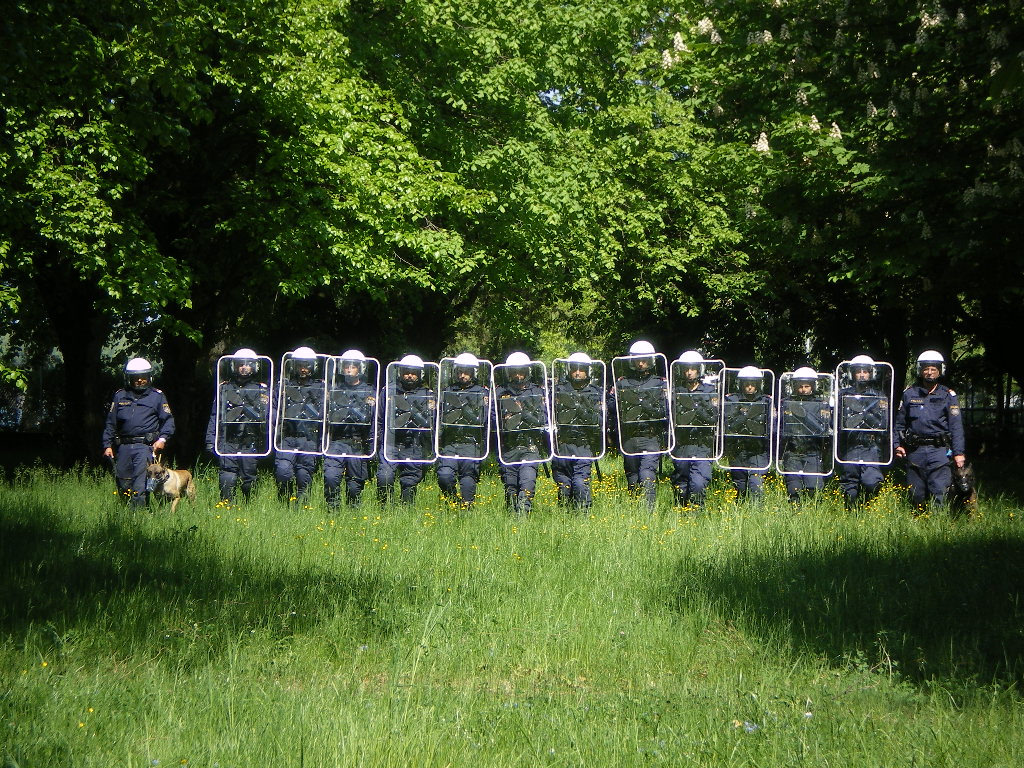
奧地利鎮暴部隊
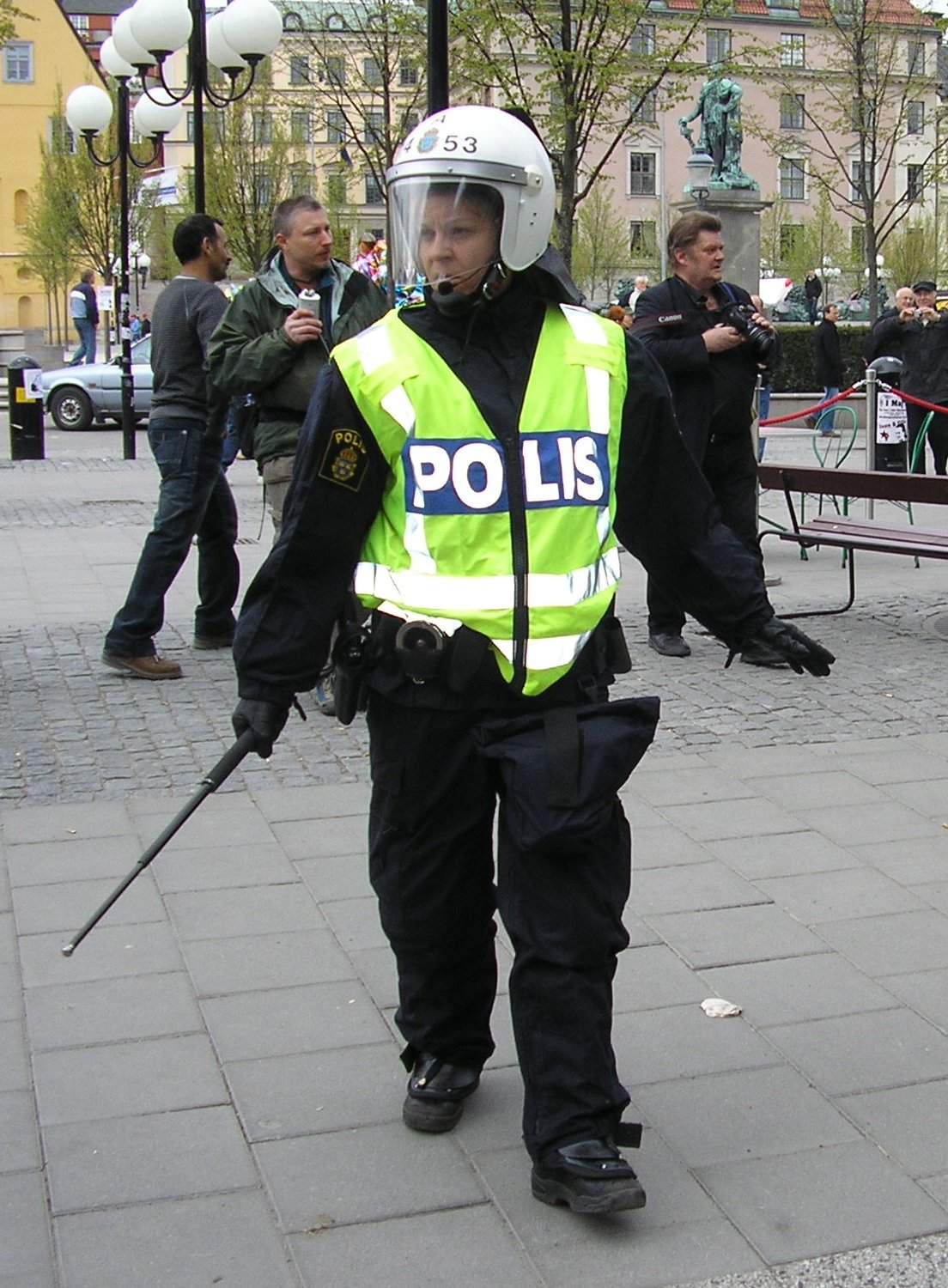
一名手持警棍的瑞典防暴警察
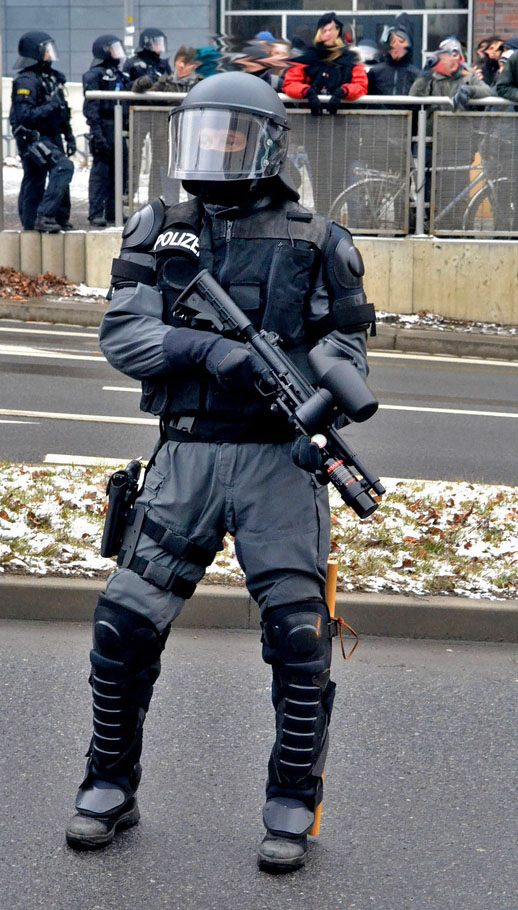
配有重型裝備的德國特別行動突擊隊隊員，全身著有防暴裝備並持TAC700胡椒發射器
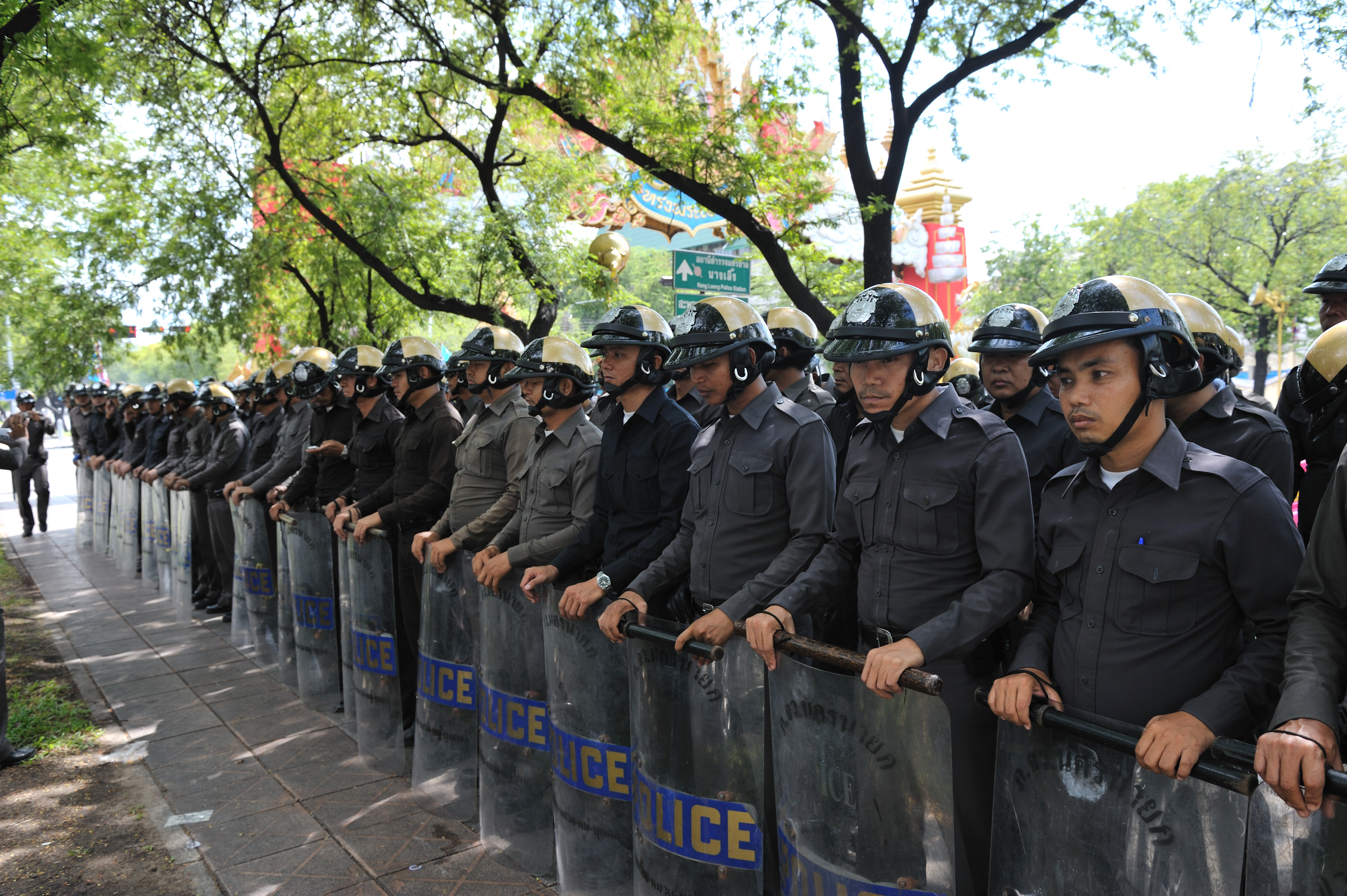
泰国防暴警察配防暴盾
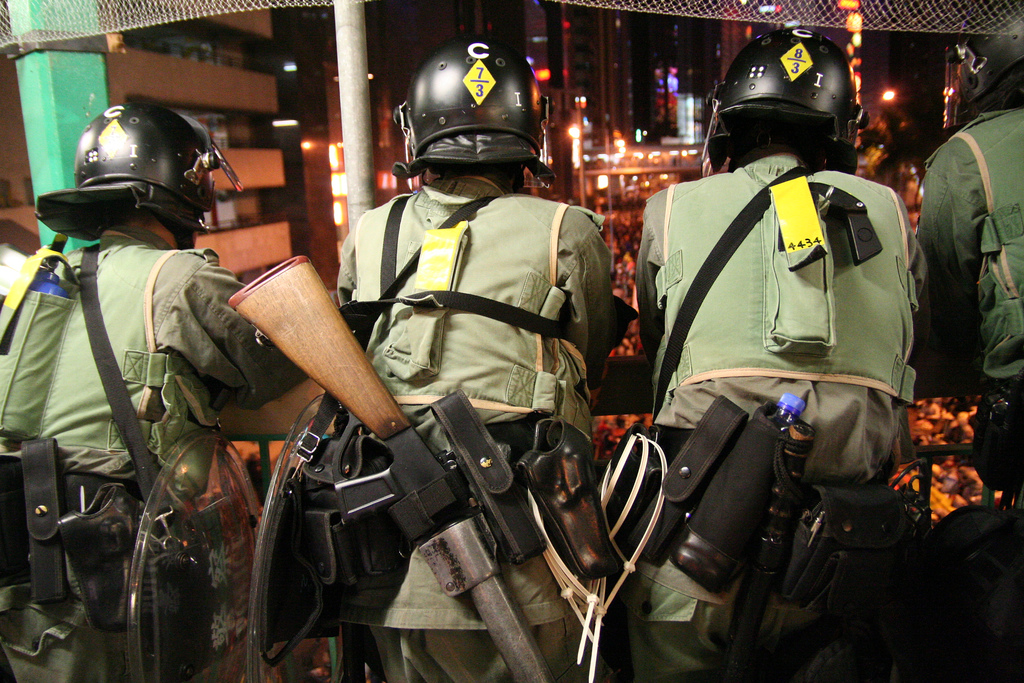
配上中度武裝的香港警察機動部隊，圖中可見警察配備M201-Z法德魯吋半口徑防暴槍
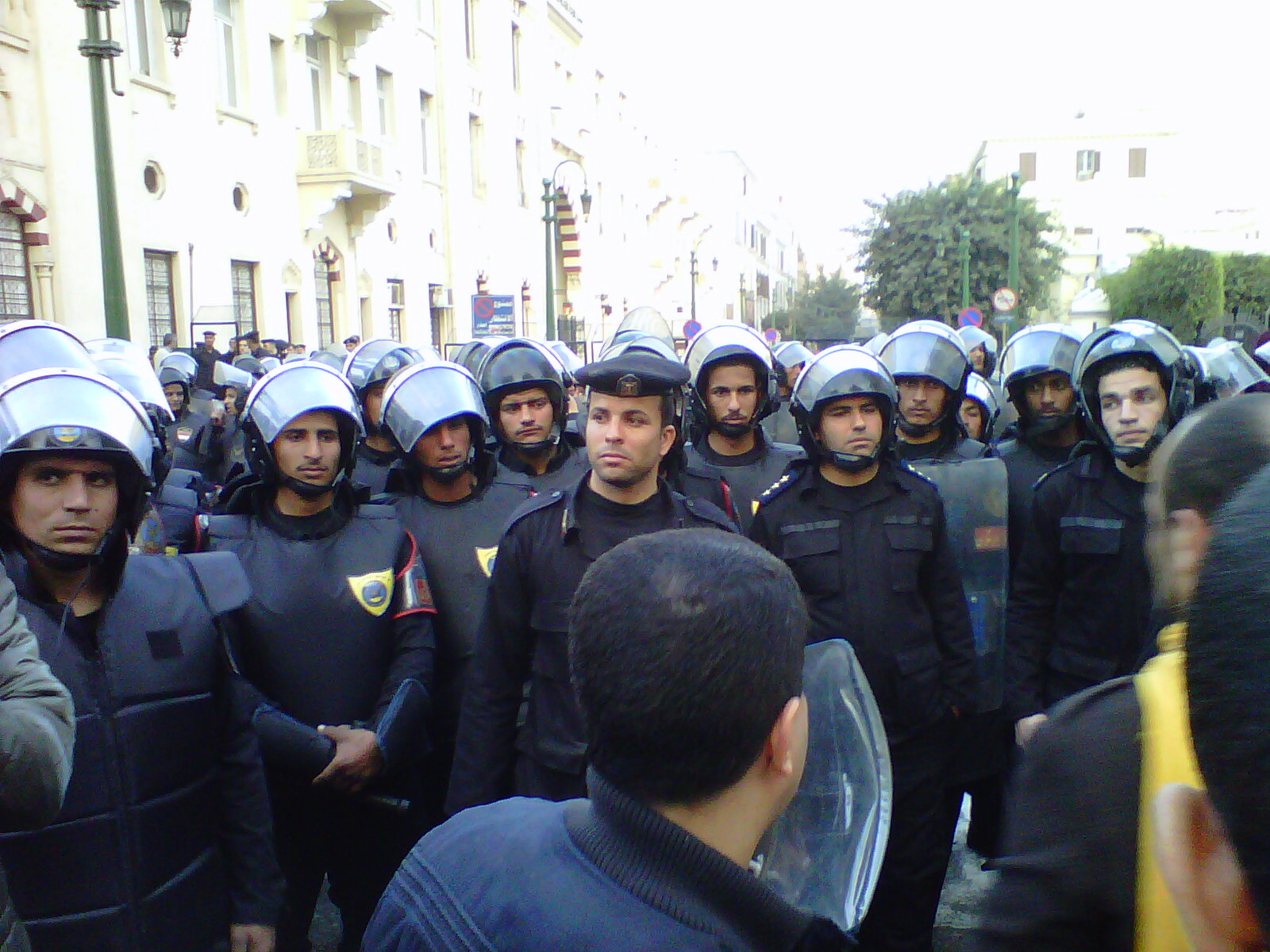
埃及警察與示威者對峙
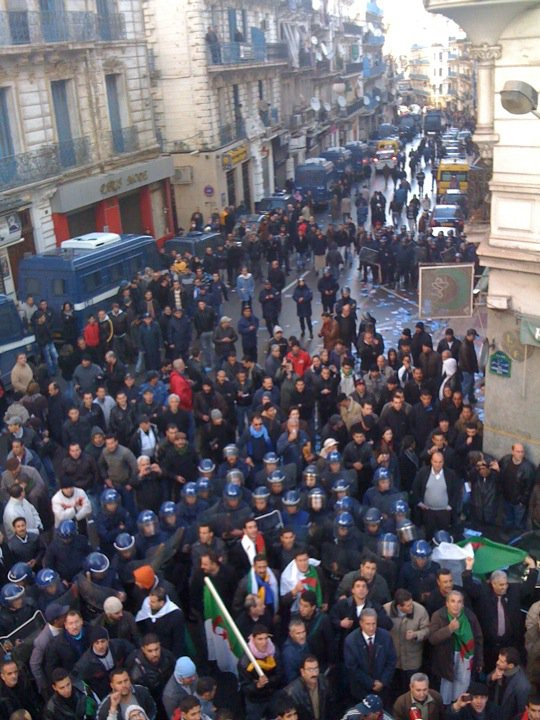
阿爾及利亞首都阿爾及爾的街道進行示威抗，警察與示威者對峙
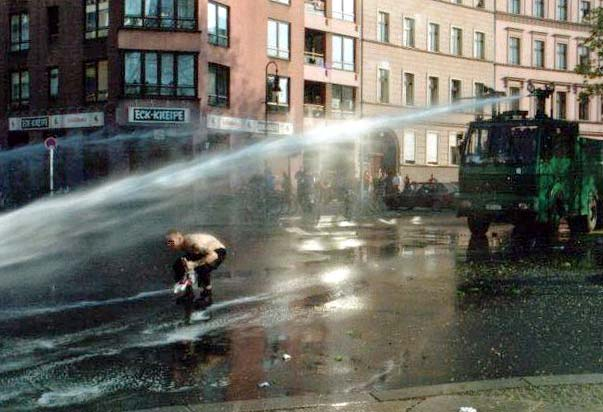
2001年在德國抗爭場合的水砲
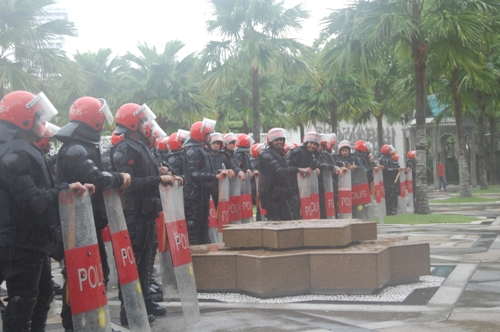
馬來西亞皇家警察正在现场维持次序的联邦后备队（也称镇暴部队）
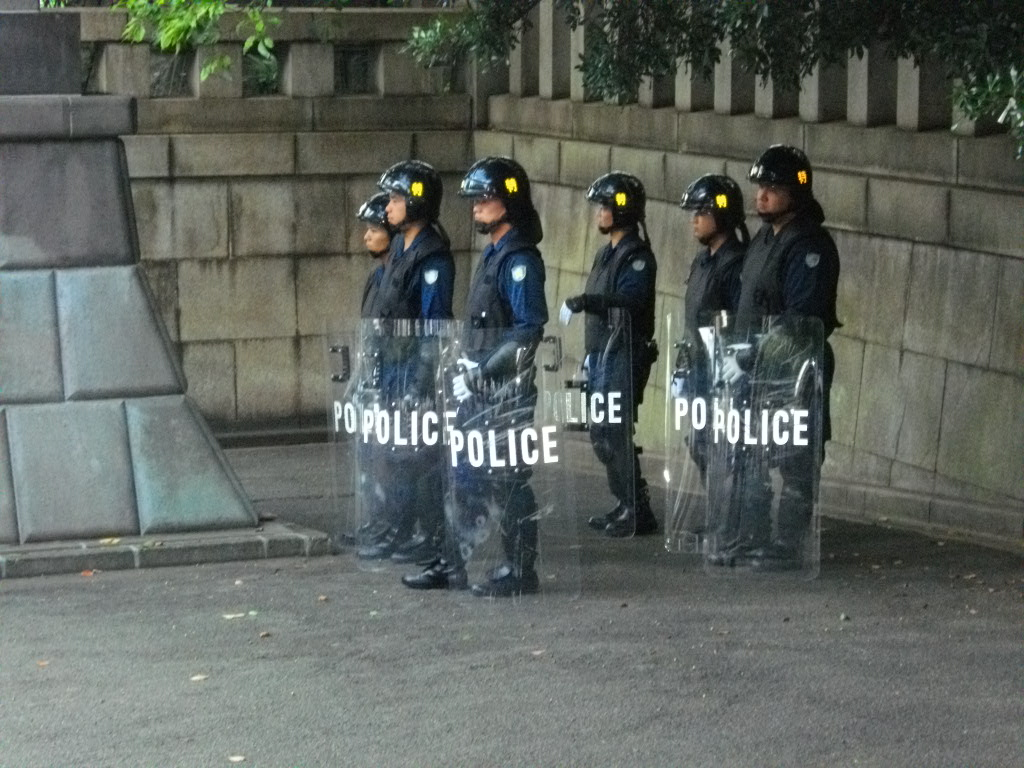
日本新式的機動隊裝備。
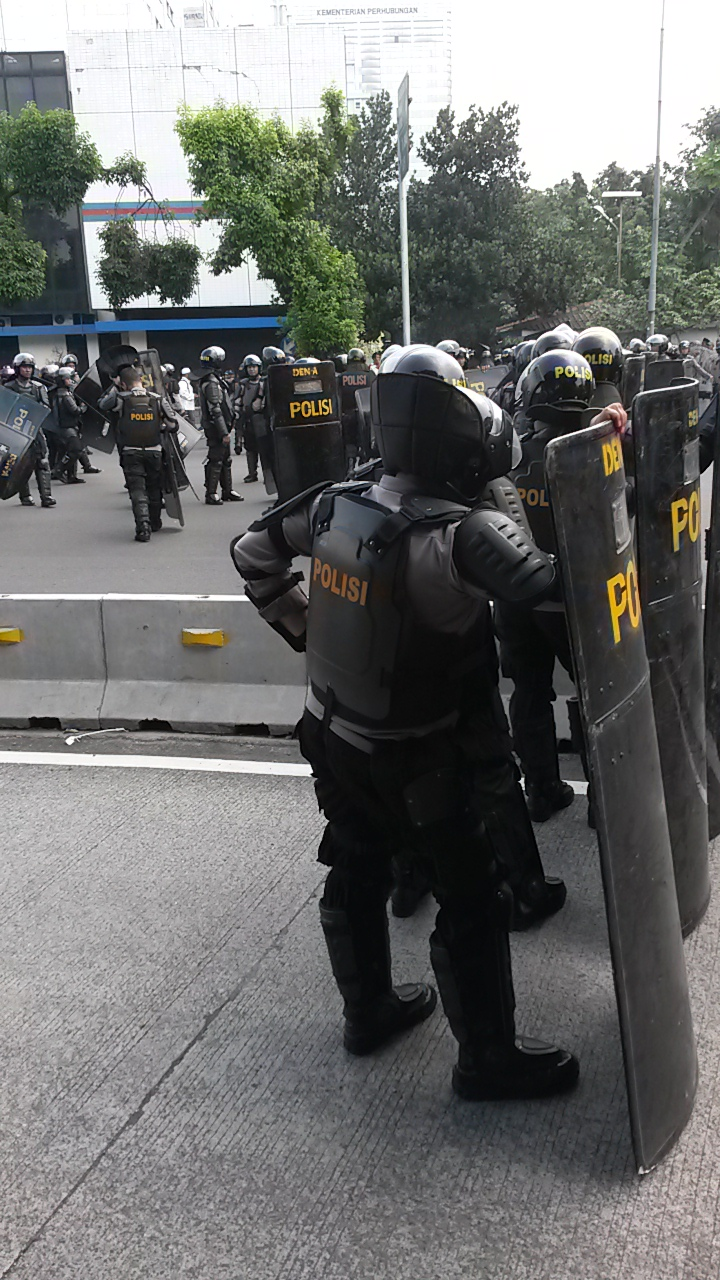
印尼防暴警察
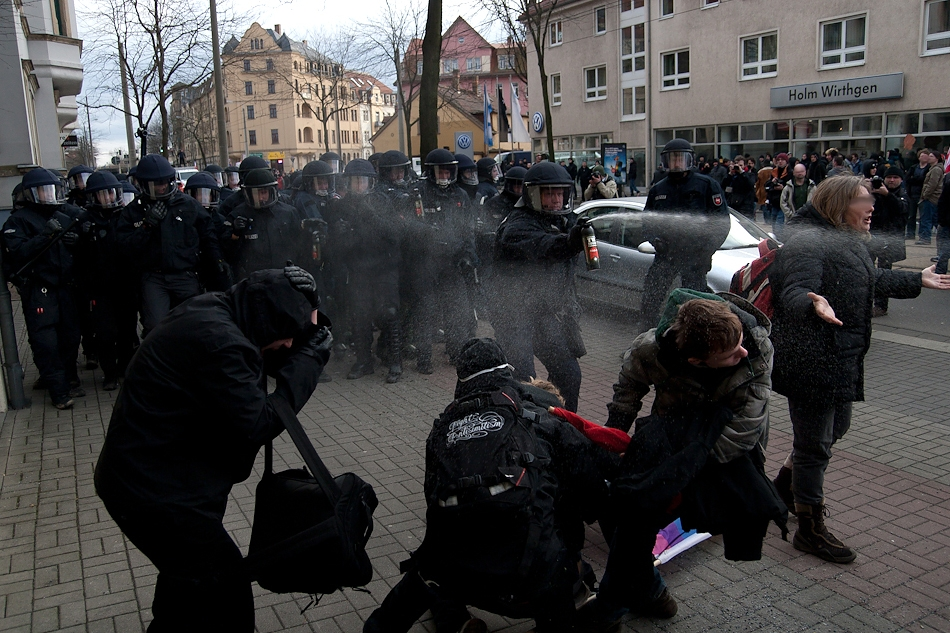
德國聯邦警察防暴警察